# Srihari
Srihari (15 de agosto de 1964 - 9 de octubre de 2013) fue un actor indio que estuvo activo principalmente en el cine telugu. También apareció en algunas películas en tamil, kannada e hindi. Ganó siete premios Nandi y un premio Filmfare.

## Primeros años
Srihari nació cerca de Vijayawada, distrito de Krishna, Andhra Pradesh. Sus padres eran de Gudivada. Se mudaron a Hyderabad y se establecieron en Balanagar cuando él aún era un niño. Comenzó su carrera como luchador de acrobacias. También fue atleta en gimnasia. Le ofrecieron trabajos como subinspector de policía y oficial ferroviario, pero rechazó esas ofertas porque estaba interesado en seguir una carrera como actor.
Srihari completó su título en 1986. Dasari Narayana Rao lo introdujo en el cine con un papel en la película Brahma Nayudu (1987).

## Vida personal
Srihari se casó con la actriz del sur de India Shanti, conocida popularmente como Disco Shanti, en 1996. La pareja tiene dos hijos y una hija. Su hija, Akshara, murió cuando solo tenía cuatro meses. La familia inició la Fundación Akshara en su memoria, cuyo objetivo es suministrar agua potable sin fluoruro a tres pueblos que él adoptó en el distrito de Ranga Reddy. Donó más del 50% de sus ganancias a la causa de esta fundación. También adoptó cuatro aldeas en Medchal.

## Muerte
Mientras filmaba la película R... Rajkumar, se quejó de mareos y fue trasladado de urgencia al Hospital Lilavati. El 9 de octubre de 2013 murió en el Hospital Lilavati de Mumbai, a los 49 años, tras sufrir una dolencia hepática. Está enterrado junto a su hija.  

## Premios y nominaciones
Premios Filmfare
- Premio Filmfare al mejor actor de reparto (telugu) - Nuvvostanante Nenoddantana (2005)

Premios Nandi
- Mejor villano - Taj Mahal (1995)
- Premio Especial del Jurado - Sri Ramulayya (1998)
- Premio Especial del Jurado - Policía, Ramasakkanodu (1999)
- Premio Especial del Jurado - Vijaya Rama Raju (2000)
- Mejor actor de reparto - Nuvvostanante Nenoddantana (2005)
- Mejor película sobre integración nacional - Hanumanthu (2006)

## Filmografía
Actor
| Year | Film                                                                                    | Role                                 | Language | Notes                   |
| ---- | --------------------------------------------------------------------------------------- | ------------------------------------ | -------- | ----------------------- |
| 1987 | Brahma Nayudu                                                                           |                                      | Telugu   |                         |
| 1989 | Mappillai                                                                               |                                      | Tamil    | Sin acreditar           |
| 1992 | Dharma Kshetram                                                                         | Sobhanadri                           | Telugu   |                         |
| 1992 | Rowdy Inspector                                                                         |                                      | Telugu   |                         |
| 1992 | Bharathan                                                                               | Uttam Singh                          | Tamil    | Aparición como invitado |
| 1993 | Rajadhi Raja Raja Kulothunga Raja Marthanda Raja Gambeera Kathavaraya Krishna Kamarajan | Rao                                  | Tamil    |                         |
| 1993 | Mutha Mestri                                                                            |                                      | Telugu   |                         |
| 1993 | Major Chandrakanth                                                                      |                                      | Telugu   |                         |
| 1994 | Allari Premikudu                                                                        | Hari                                 | Telugu   |                         |
| 1994 | Doragariki Donga Pellam                                                                 |                                      | Telugu   |                         |
| 1994 | Hello Brother                                                                           | Simhachalam                          | Telugu   |                         |
| 1994 | Hello Alludu                                                                            |                                      | Telugu   |                         |
| 1995 | Street Fighter                                                                          |                                      | Telugu   |                         |
| 1995 | Gharana Bullodu                                                                         |                                      | Telugu   |                         |
| 1995 | Taj Mahal                                                                               |                                      | Telugu   |                         |
| 1995 | Alluda Majaka                                                                           | Vasundhara's brother                 | Telugu   |                         |
| 1996 | Sri Krishnarjuna Vijayam                                                                | Duryodhana                           | Telugu   |                         |
| 1996 | Ramudochadu                                                                             | Nagaraju                             | Telugu   |                         |
| 1996 | Alexander                                                                               | Hari                                 | Tamil    |                         |
| 1997 | Jai Bajrangbali                                                                         |                                      | Telugu   |                         |
| 1997 | Veedevadandi Babu                                                                       |                                      | Telugu   |                         |
| 1997 | Gokulamlo Seeta                                                                         | Hari                                 | Telugu   |                         |
| 1997 | Bobbili Dora                                                                            |                                      | Telugu   |                         |
| 1997 | Muddula Mogudu                                                                          | Rowdy                                | Telugu   |                         |
| 1997 | Preminchukundam Raa                                                                     | Sivudu                               | Telugu   |                         |
| 1997 | Ullaasam                                                                                |                                      | Tamil    |                         |
| 1998 | Pellaadi Choopista                                                                      |                                      | Telugu   |                         |
| 1998 | Rayudu                                                                                  |                                      | Telugu   |                         |
| 1998 | Subhavartha                                                                             |                                      | Telugu   |                         |
| 1998 | Vaibhavam                                                                               |                                      | Telugu   |                         |
| 1998 | Suryudu                                                                                 |                                      | Telugu   |                         |
| 1998 | Bavagaru Bagunnara?                                                                     | Kanaka Raju                          | Telugu   |                         |
| 1998 | Aavida Maa Aavide                                                                       | Kirloskar                            | Telugu   |                         |
| 1998 | Premante Idera                                                                          | Police Officer Muralidhar            | Telugu   |                         |
| 1998 | O Panai Pothundi Babu                                                                   |                                      | Telugu   |                         |
| 1998 | Sri Ramulayya                                                                           |                                      | Telugu   |                         |
| 1999 | Mannavaru Chinnavaru                                                                    | Sivaraj                              | Tamil    |                         |
| 1999 | Preminche Manasu                                                                        |                                      | Telugu   |                         |
| 1999 | Raja Kumarudu                                                                           | Narasimha Rayudu                     | Telugu   |                         |
| 1999 | Preyasi Rave                                                                            | AV Rao                               | Telugu   |                         |
| 1999 | Alludugaru Vacharu                                                                      |                                      | Telugu   |                         |
| 1999 | Premaku Velayara                                                                        | Appa Rao                             | Telugu   |                         |
| 1999 | Bobbili Vamsham                                                                         |                                      | Telugu   |                         |
| 1999 | Pedda Manushulu                                                                         |                                      | Telugu   |                         |
| 1999 | Samudram                                                                                | C.I. Srihari                         | Telugu   |                         |
| 1999 | Telangana                                                                               |                                      | Telugu   |                         |
| 1999 | Sambayya                                                                                |                                      | Telugu   |                         |
| 1999 | Police                                                                                  | Ashok                                | Telugu   |                         |
| 1999 | Deva                                                                                    |                                      | Telugu   |                         |
| 1999 | O Premave                                                                               |                                      | Kannada  |                         |
| 2000 | Balaram                                                                                 |                                      | Telugu   |                         |
| 2000 | Vijayaramaraju                                                                          | Vijayaramaraju                       | Telugu   |                         |
| 2000 | Ayodhya Ramaiah                                                                         | Ayodhya Ramaiah / SP Patnaik         | Telugu   | Doble papel             |
| 2000 | Sivaji                                                                                  | Sivaji                               | Telugu   |                         |
| 2000 | Bagunnara                                                                               |                                      | Telugu   |                         |
| 2000 | Mechanic Mavayya                                                                        | Prithvi                              | Telugu   |                         |
| 2001 | Cheliya Cheliya Chirukopama                                                             |                                      | Telugu   |                         |
| 2001 | Maa Aayana Sundarayya                                                                   | Bangara Sundarayya                   | Telugu   |                         |
| 2001 | Orey Thammudu                                                                           | Srinivasa Yadav                      | Telugu   |                         |
| 2001 | Evadra Rowdy                                                                            | Dhanvi                               | Telugu   |                         |
| 2001 | Thank You Subbarao                                                                      | Subbarao                             | Telugu   |                         |
| 2001 | Apparao Ki Oka Nela Thappindi                                                           |                                      | Telugu   |                         |
| 2001 | Bhadrachalam                                                                            | Bhadrachalam                         | Telugu   |                         |
| 2002 | Prema Donga                                                                             |                                      | Telugu   |                         |
| 2002 | Kubusam                                                                                 | Sivaram                              | Telugu   |                         |
| 2002 | Prudhvi Narayana                                                                        | Prudhvi / Narayana                   | Telugu   | Dual role               |
| 2002 | Parasuram                                                                               |                                      | Telugu   |                         |
| 2003 | Coolie                                                                                  |                                      | Telugu   |                         |
| 2003 | Ondagona Baa                                                                            |                                      | Kannada  |                         |
| 2003 | Simhachalam                                                                             | Simhachalam                          | Telugu   |                         |
| 2004 | Seshadri Nayudu                                                                         | Seshadri Nayudu                      | Telugu   |                         |
| 2004 | Guri                                                                                    | Subhash Chandra Bose                 | Telugu   |                         |
| 2004 | K.D. No.1                                                                               | Krishna / Ramu                       | Telugu   | Doble papel             |
| 2005 | Okkade                                                                                  | SP Yugandhar                         | Telugu   |                         |
| 2005 | Mahanandi                                                                               | Swamy                                | Telugu   |                         |
| 2005 | Nuvvostanante Nenoddantana                                                              | Sivarama Krishna                     | Telugu   |                         |
| 2006 | Hanumanthu                                                                              | Hanumanthu (Dual role)               | Telugu   |                         |
| 2007 | Dhee                                                                                    | Shankar Goud                         | Telugu   |                         |
| 2007 | Sri Mahalakshmi                                                                         | Lakshmi Krishna Devaraya             | Telugu   |                         |
| 2007 | Viyyalavari Kayyalu                                                                     | Rayudu                               | Telugu   |                         |
| 2008 | Premabhishekam                                                                          | Hari Bhai                            | Telugu   |                         |
| 2008 | Ganapathi                                                                               |                                      | Telugu   |                         |
| 2008 | Saroja                                                                                  | ACP V. Ravichandran (Telugu version) | Telugu   |                         |
| 2008 | Poru                                                                                    |                                      | Telugu   |                         |
| 2008 | King                                                                                    | Gnaneshwar Bhai                      | Telugu   |                         |
| 2009 | Mesthri                                                                                 | Hari                                 | Telugu   |                         |
| 2009 | Vettaikkaaran                                                                           | Devaraj IPS                          | Tamil    |                         |
| 2009 | Magadheera                                                                              | Sher Khan, Solomon (Dual role)       | Telugu   |                         |
| 2009 | Samrajyam                                                                               | Sardar                               | Telugu   |                         |
| 2009 | Srisailam                                                                               | Srisailam                            | Telugu   |                         |
| 2010 | Dasanna                                                                                 | Das                                  | Telugu   |                         |
| 2010 | Bhairava                                                                                | Bhairava                             | Telugu   |                         |
| 2010 | Don Seenu                                                                               | Narsing                              | Telugu   |                         |
| 2010 | Broker                                                                                  | Dharma Teja                          | Telugu   |                         |
| 2010 | Brindavanam                                                                             | Shiva Prasad alias Sivudu            | Telugu   |                         |
| 2011 | Markandeyan                                                                             | Varada                               | Tamil    |                         |
| 2011 | Aha Naa Pellanta                                                                        | Durga                                | Telugu   |                         |
| 2012 | Ko Ko                                                                                   | Sri Hari Prasad                      | Kannada  |                         |
| 2012 | Ko Ante Koti                                                                            | Maya Master                          | Telugu   |                         |
| 2012 | Shirdi Sai                                                                              | Colonel Wales                        | Telugu   |                         |
| 2012 | Yamaho Yama                                                                             | Yama                                 | Telugu   |                         |
| 2013 | Jabardasth                                                                              | Javed Ibrahim                        | Telugu   |                         |
| 2013 | Sri Jagadguru Aadi Sankara                                                              | Govinda Bhagavatpada                 | Telugu   |                         |
| 2013 | Toofan                                                                                  | Sher Khan                            | Telugu   |                         |
| 2013 | Police Game                                                                             |                                      | Telugu   |                         |
| 2013 | R... Rajkumar                                                                           | Ajit Taaka                           | Hindi    |                         |
| 2014 | Romeo                                                                                   |                                      | Telugu   |                         |
| 2014 | Yuddham                                                                                 | Shankar Anna                         | Telugu   |                         |
| 2014 | Jabilli Kosam Aakashamalle                                                              |                                      | Telugu   |                         |
| 2014 | Rough                                                                                   | Siddharth                            | Telugu   |                         |
| 2015 | Pallikoodam Pogamale                                                                    | JP                                   | Tamil    |                         |
| 2020 | Narthanasala                                                                            | Bheem                                | Telugu   |                         |